# 勒内·沃尔夫
勒内·沃尔夫（德語：René Wolff，1978年4月4日—），德国男子自行车运动员。他曾代表德国参加2004年夏季奥林匹克运动会自行车比赛，获得男子团体竞速赛金牌和男子个人竞速赛铜牌。